# Брунейский музей
Брунейский музей — национальный музей Брунея, расположенный в столице страны, Бандар-Сери-Бегаване.
Экспозиция музея знакомит туристов с культурой и обычаями местного населения, историей султаната, становлением нефтяной и газовой индустрии Брунея.
В залах представлены уникальные экземпляры Корана, старинная керамика, ковры, изделия из стекла и меди, антикварные пушки и кинжалы, древние сокровища, найденные на месте кораблекрушений у берегов Брунея.
Среди экспонатов такие раритетные предметы, как турецкий сапог XIX века с компасом, вшитым в носок; перламутровая модель ротонды «Гроб Господень» в Иерусалиме; чаши для сбора милостыни «кашгул» X века; доспехи и плеть с рукояткой, усыпанной бриллиантами, времен Великих Моголов.
С 1969 года в музее издаётся академический журнал Brunei Museum Journal.
Среди постоянных экспозиций музея:
- Мусульманское искусство
- Нефть и газ
- Естествознание
- Традиционная культура Брунея
- Бруней Даруссалам: археология и история

Также проходят и временные выставки.